# Asparagus sylvicola
Asparagus sylvicola är en sparrisväxtart som beskrevs av S.M.Burrows. Asparagus sylvicola ingår i släktet sparrisar, och familjen sparrisväxter. Inga underarter finns listade i Catalogue of Life.